# Robert von der Heydt
Robert von der Heydt (Berlin, 8 juin 1837 - 12 décembre 1877) est un juriste et haut-fonctionnaire du royaume de Prusse puis de l'Empire allemand. Il a été le premier président du district de Haute-Alsace entre 1871 et 1875. Sous son mandat, lors des élections au Reichtag du 1er février 1874, les circonscriptions de Haute-Alsace élisent toutes des représentants protestataires qui refusent l'annexion allemande : le abbés Winterer, Jakob Simonis, Joseph Guerber et Jean Baptiste Soehnlin  et l'industriel protestant, ancien conseiller général et maire de Pfastatt Henri Haeffely,.

## Carrière d'administrateur
Étudiant en droit à l'université rhénane Frédéric-Guillaume, Robert von der Heydt devient membre du Corps Palatia de Bonn en 1856. Après ses études,  il entre dans la fonction publique prussienne. Dans la province de Rhénanie, il travaille de 1866 à 1868 comme administrateur (de) de l'arrondissement d'Eupen et occupe en parallèle la fonction de commissaire royal pour la Prusse du territoire de Moresnet neutre. Il travaille ensuite comme administrateur de l'arrondissement d'Essen.
Après le traité de Francfort il est nommé en 1870 commissaire civil d'Alsace à Strasbourg et travaille sous les ordres d'Eduard von Möller. Après la fondation de l'Empire allemand, il est nommé de 1871 à 1875 premier président du district de Haute-Alsace dans le Reichsland d'Alsace Lorraine. Il déménage ensuite à Berlin où il termine ses jours.

## Situation familiale
Robert von der Heydt est issue d'une famille de banquiers de Barmen et d'Eberfeld en Rhénanie. Il est le fils du ministre prussien du commerce et des finances August von der Heydt et de Julie Blank (1804-1865),  et le frère du Baron du Saint-Empire August von der Heydt, anobli en 1862 et du député Bernhard von der Heydt. Il a épousé  Mathilde Anna Elisabeth Amalie von Balan (1847-1907).